# Croix de La Ville Méno
La Croix de La Ville Méno est située  au lieu-dit "La Ville Méno" sur la commune de  Guillac dans le Morbihan.

## Historique
La croix de La Ville Méno fait l’objet d’une inscription au titre des monuments historiques depuis le 13 février 1929.